# Hitia'a
Hitiaʻa est une commune associée qui est située sur l'île de Tahiti, en Polynésie française. Il constitue une commune associée de la commune de Hitiaʻa O te Ra dont font également partie Tiarei, Mahaena et Papenoo.

## Histoire
C’est à Hitiaʻa que le capitaine Louis-Antoine de Bougainville jeta pour la première fois à Tahiti l’ancre de son navire, La Boudeuse, en 1768. Ignorant le passage de Wallis un an auparavant, il prit possession de l’île au nom de Louis XV. Une stèle commémore son passage au centre du village.

## Démographie
Voici ci-dessous, l'évolution démographique de la commune de Hitiaʻa.
Évolution démographique
| 754                                            | 919 | 1136 | 1355 | 1658 | 1662 |
| Sources ISPF, Mairie de Hitiaʻa * : estimation |     |      |      |      |      |